# Ursula Kraus

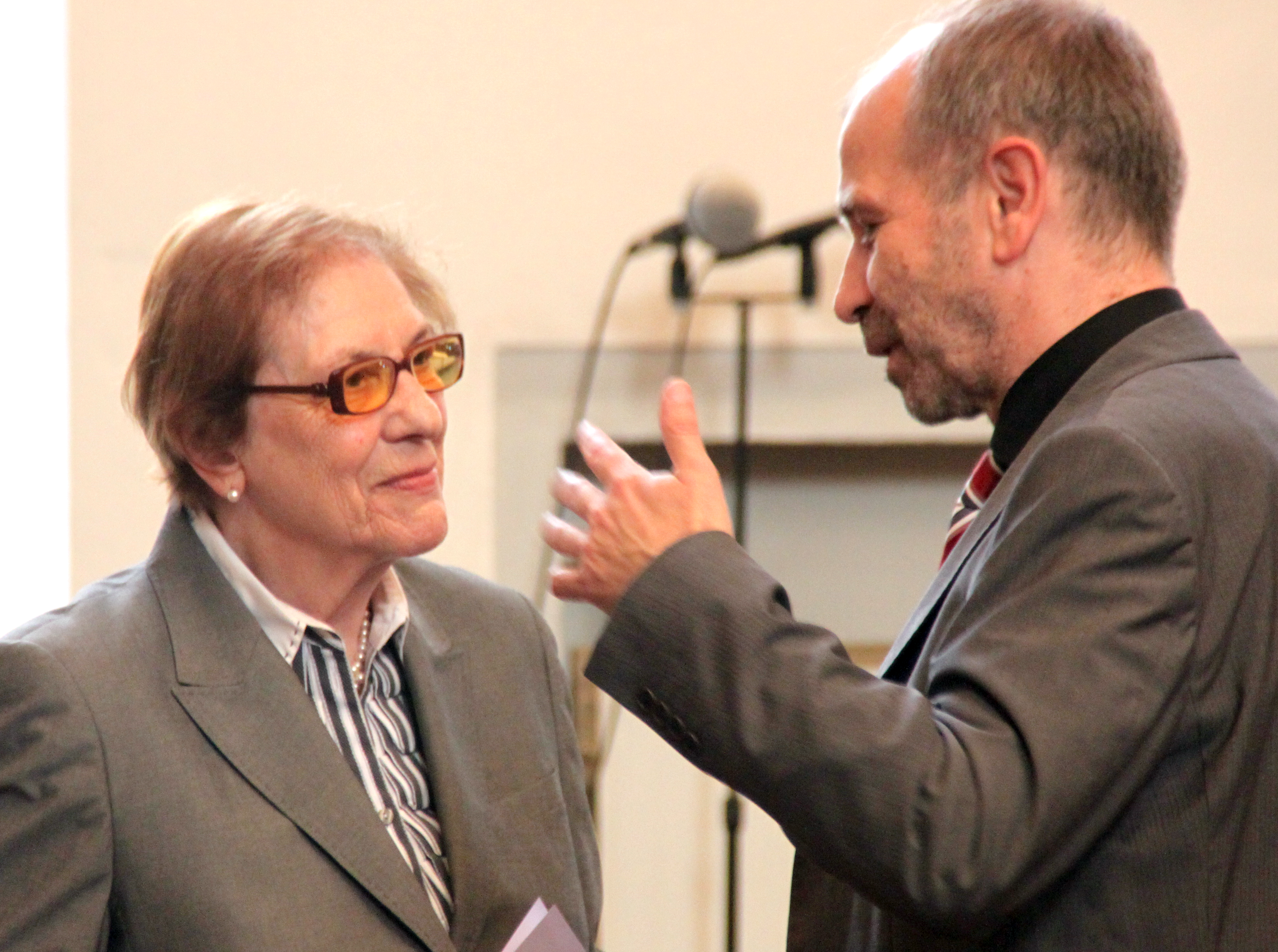
Ursula Kraus im Gespräch mit Manfred Rekowski, 2014

Ursula Kraus (* 2. August 1930 in Neunkirchen, Saargebiet; † 2. August 2021 in Wuppertal) war eine Politikerin der SPD. Sie war von 1980 bis 1990 Mitglied des Landtages von Nordrhein-Westfalen sowie von 1984 bis 1996 Oberbürgermeisterin der Stadt Wuppertal.

## Leben und Wirken

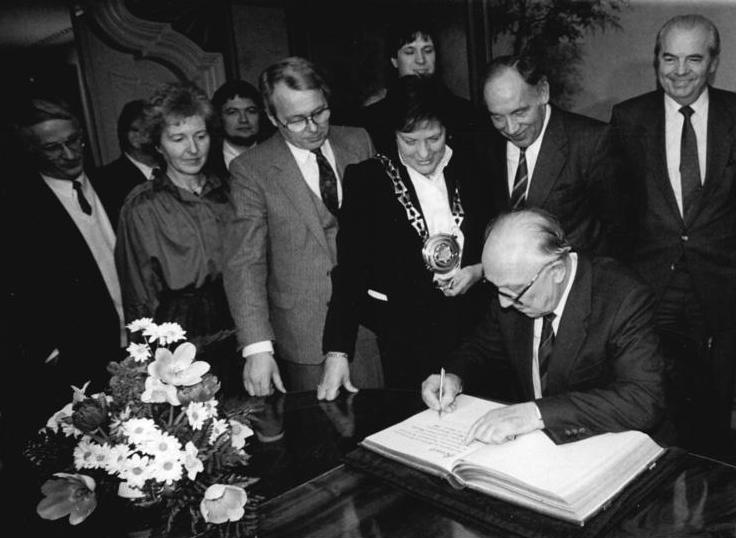
Ursula Kraus (1986)

Ursula Kraus war die ältere der beiden Töchter des Bundestagsabgeordneten Friedrich Kraus. Sie wuchs im Wuppertaler Stadtteil Wichlinghausen auf. Ihren Abschluss der mittleren Reife machte sie 1949. Seit 1949 war sie Mitglied der Gewerkschaft IG Druck und Papier. Sie absolvierte bis 1951 eine Ausbildung zur Industriekauffrau. SPD-Mitglied wurde sie 1956. Bis 1980 arbeitete sie als Leiterin des Verkaufsinnendienstes einer Druckerei in Wuppertal.
Kraus war von 1980 bis 1990 direkt gewählte Abgeordnete des Landtages von Nordrhein-Westfalen im Wahlkreis Wuppertal IV. Bei der Kommunalwahl 1984 wurde sie gemeinsame Spitzenkandidatin der SPD und der Grünen in Wuppertal. Am 15. Oktober 1984 wurde sie mit allen 37 Stimmen der beiden Parteien als Nachfolgerin von Gottfried Gurland zur ersten Oberbürgermeisterin Wuppertals gewählt. Am 27. August 1988 wurde sie Vorsitzende des Aufsichtsrates der Wuppertaler Stadtwerke. Bei der Landtagswahl 1990 verzichtete sie auf eine Wiederwahl in den Landtag, um sich auf ihr Oberbürgermeisteramt konzentrieren zu können. Am 22. März 1990 wurde sie erst zur stellvertretenden Vorsitzenden, am 25. März 1992 zur Vorsitzenden des Städtetages Nordrhein-Westfalen gewählt. Am 2. November 1994 wurde sie vom Rat der Stadt Wuppertal mit 37 von 67 Stimmen als Oberbürgermeisterin wiedergewählt, blieb dies allerdings nur noch bis zum 31. Oktober 1996. Ihr Nachfolger wurde Hans Kremendahl. Ursula Kraus lebte zuletzt in einem Altenheim in Barmen. Sie starb an ihrem 91. Geburtstag.

## Ehrungen
Am 4. Juni 1993 erhielt Kraus für ihre Verdienste um Wuppertal und ihr soziales Engagement den Verdienstorden des Landes Nordrhein-Westfalen. Am 3. Februar 1998 wurde ihr der Ehrenring der Stadt Wuppertal verliehen und am 28. August 2000 wurde sie zur Ehrenbürgerin Wuppertals ernannt. Am 15. November 2002 erhielt sie das Bundesverdienstkreuz Erster Klasse. Am 30. August 2010 verlieh man ihr den Ehrentitel Alt-Oberbürgermeisterin der Stadt Wuppertal.